# Équipe de Nauru de rugby à XV
L'équipe de Nauru de rugby à XV rassemble les meilleurs joueurs de rugby à XV de Nauru. Administrée par la fédération de Nauru de rugby à XV (Nauru Rugby Union), elle est membre de l'Oceania Rugby depuis 2011, mais pas de World Rugby.

## Histoire
La fédération de rugby à XV de Nauru est reconnue en 2011 par Oceania Rugby, la fédération continentale d'Océanie, ce qui l'autorise à prendre part aux compétitions organisées par cette instance.

### Débuts
L'équipe a fait ses débuts internationaux lors de la Coupe d'Océanie 2019, dont la première équipe historique est constituée de, :
| Entraîneur |                        |                                           |
| Avants     | Pilier                 | Sherlock Denuga, Jake Debao               |
| Avants     | Talonneur              | Ashly Scott Dagan Kaierua                 |
| Avants     | Deuxième ligne         | Abraham Eroni Itsimaera, Dunstall Harris  |
| Avants     | Troisième ligne aile   | Johnson Scotty, Fulton Hogan Amram        |
| Avants     | Troisième ligne centre | Damon Ivorab Adeang                       |
| Arrières   | Demi de mêlée          | Zacharias Detenamo                        |
| Arrières   | Demi d'ouverture       | Kristidas Merike                          |
| Arrières   | Centre                 | Lloyd Mark Dero Vunipola, Romanus Hartman |
| Arrières   | Ailier                 | Elkodawn Dagiaro, Junior Agiangang        |
| Arrières   | Arrière                | Rasmussen Dowabobo                        |

Avec les remplaçants : Dean Kepae, Felix Kepae, Zechariah Temaki, Kane Solomon, Denuga Vito, Lockett Mau, Myer Temaki, Otto Adam.
L'équipe de Nauru perd ses trois matchs sur une marge importante :
- Papouasie-Nouvelle-Guinée 89-5  Nauru
- Îles Salomon 61-7  Nauru
- Niue 89-5  Nauru

### Développement
À la suite des premiers matchs officiels joués par la sélection du pays, la fédération veut capitaliser sur cette nouvelle exposition et crée des championnats pour les équipes de moins de 16 et moins de 19 ans ; une équipe de rugby à sept est également créée et participe à Oceania Sevens,.

## Palmarès
Néant.